# Gregory Gletscher
Gregory Gletscher är en glaciär i Grönland (Kungariket Danmark). Den ligger i den centrala delen av Grönland, 1 400 km nordost om huvudstaden Nuuk. Gregory Gletscher ligger 1 584 meter över havet.
Terrängen runt Gregory Gletscher är kuperad åt sydväst, men åt nordost är den bergig. Terrängen runt Gregory Gletscher sluttar österut.  Trakten runt Gregory Gletscher är nära nog obefolkad, med mindre än två invånare per kvadratkilometer. Det finns inga samhällen i närheten. Trakten runt Gregory Gletscher är permanent täckt av is och snö.